# Libor Grygárek
Libor Grygárek (* 18. června 1962) je český právník, advokát a bývalý státní zástupce.

## Životopis
Absolvoval Právnickou fakultu Univerzity Karlovy, a jako člen KSČ nastoupil v roce 1984 na tehdejší prokuraturu na Praze 4, kde se zabýval trestnou činností mladistvých. Od začátku roku 1990 působil na Generální prokuratuře ČR. Po transformaci prokuratury ve státní zastupitelství se stal náměstkem pražského vrchního státního zástupce. Mezi květnem 1994 a srpnem 1996 zastával funkci vrchního státního zástupce v Praze. Ministr spravedlnosti Jan Kalvoda ho odvolal pro špatnou personální situaci na pražském městském státním zastupitelství.
V dubnu 2007 byl za úřadování ministra Jiřího Pospíšila (ODS) jmenován náměstkem pro trestní řízení pražského vrchního zastupitelství, což kritizoval jak tehdejší ombudsman a bývalý ministr spravedlnosti Otakar Motejl, tak bývalá nejvyšší státní zástupkyně Marie Benešová, neboť byl podezírán, že se aktivně podílel na represích vůči zadrženým při pražských demonstracích k 20. výročí invaze vojsk Varšavské smlouvy v srpnu 1988.
Po odchodu svého nadřízeného Vlastimila Rampuly v červnu 2012 jako jeho náměstek dočasně stanul v čele státního zastupitelství. 29. června 2012 odeslal ministerstvu spravedlnosti rezignační dopis na funkci státního zástupce, funkce státního zástupce mu zanikla k 31. srpnu 2012.

## Kontroverze
V prosinci 2007 ho Marie Benešová (ČSSD) uvedla mezi lidmi patřícími k tzv. justiční mafii. Připojil se k žalobě na ochranu osobnosti, ve které se tito domáhali omluvy a odškodnění. Případ se táhl mnoho let a skončil smírem, podle kterého Benešová nestáhla omluvu za své tvrzení, ale žalobci jí vrátili přiznané náklady soudního řízení.

## Trestní stíhání
Podle výslechů v kauze předražených jízdenek pro pražský dopravní podnik měl Grygárek pracovat pro kontroverzního podnikatele Iva Rittiga.
V roce 2013 ho policie obvinila ze zneužití pravomoci úřední osoby při výkonu funkce náměstka pražského vrchního státního zastupitelství.
V roce 2018 byl obžalován, kauza se týkala maření vyšetřování ve věci žádosti švýcarských vyšetřovatelů v případě švýcarských kont Romana Janouška a dohledem nad další trestní věcí. Grygárek měl být s Janouškem v kontaktu v roce 2011, kdy pražské vrchní státní zastupitelství řešilo pět případů, které se ho týkaly. Městský soud v Praze ale toto stíhání zastavil, jednak žalovaný skutek nebyl trestným činem a jednak kvůli promlčení. Městský soud uvedl, že Grygárek nic nezatajoval a žádné informace nezkresloval. Pražský vrchní soud zastavení 24. října 2019 pravomocně potvrdil, když uvedl, že trestní spis neobsahuje žádný přímý důkaz o vině obžalovaného. Za trestní stíhání pak Grygárek získal odškodnění 480 tisíc Kč. Avšak předseda senátu vrchního soudu Zdeněk Sovák byl v prosinci 2020 sám obviněn v jiných kauzách z korupce.
Vyskytly se názory, že uvedené trestní stíhání bylo vymyšlené s cílem odůvodnit příslušnost Vrchního státního zastupitelství v Olomouci ohledně kauzy Nagyová, v níž např. Nejvyšší soud později rozhodl o nezákonnosti získaných odposlechů.

## Majetek
Grygárek byl v roce 2013 vlastníkem dvou rodinných domů, jedné parcely a jednoho bytů, které zakoupil za 33 milionů korun, do jejich rekonstrukcí měl vložit dalších 7 milionů. Jeho čistý příjem ze zaměstnání a z pronájmů nemovitostí od roku 1984 do roku 2013 byl podle jeho tvrzení 38 milionů korun.
Grygárkův byt je v budově Myšák Gallery, kde vlastní byt i Roman Janoušek. V roce 2013 byl nájemcem Grygárkova bytu Jiří Toman, bývalý vysoce postavený pražský úředník z éry Pavla Béma, který měl na starost investice města a byl jedním z disponentů švýcarských kont Romana Janouška.